# Xochapa
Xochapa es una localidad del estado mexicano de Guerrero. Es parte del municipio de Alcozauca de Guerrero.

## Toponimia
El nombre «Xochapa» proviene de los términos en náhuatl: xochitl, flor; apan, río. Su significado es «río de las flores».

## Demografía
| Gráfica de evolución demográfica |
|                                  |

| Censo | Población |
| ----- | --------- |
| 1950  | 635       |
| 1960  | 809       |
| 1970  | 989       |
| 1980  | 1 298     |
| 1990  | 1 725     |
| 2000  | 1 425     |
| 2010  | 1 565     |
| 2020  | 1 536     |